# التهاب الظفر الفطري
التهاب الظفر الفطري (بالإنجليزية: Tinea unguium) يُعرف أيضًا باسم سعفة الأظافر، هو عدوى فطرية في الظفر. قد تشمل الأعراض تلون الظفر باللون الأبيض أو الأصفر، وتسمك الظفر وانفصال الظفر عن السرير الظفري. قد تُصاب أظافر اليد أو القدم، ولكن العدوى أكثر شيوعًا في أظافر القدم. قد تشمل المضاعفات حدوث التهاب الهلل في القسم السفلي من القدم. قد تسبب عدة أنواع مختلفة من الفطريات حدوث التهاب الظفر الفطري، منها الفطريات الجلدية والمغزلاوية. تشمل عوامل الخطر قدم الرياضي وأنواع أخرى من أمراض الأظافر والتماس مع شخص مصاب بالمرض وأمراض الأوعية المحيطية وضعف الوظيفة المناعية. يشتبه في التشخيص عمومًا بناءً على المظهر ويُؤكد عبر التحاليل المخبرية.
لا يتطلب التهاب الظفر الفطري العلاج بالضرورة. لوحظ أن مضاد الفطريات المسمى تيربينافين والمأخوذ فمويًا هو الدواء الأكثر فعالية ولكنه يرتبط بحدوث مشاكل كبدية. لوحظ أن تشذيب الأظافر المصابة خلال العلاج مفيد أيضًا.
يتواجد طلاء للأظافر يحتوي على السايكلوبيروكس، ولكن لا يوجد دليل على فعاليته. يعاود المرض الظهور في نصف الحالات تقريبًا بعد العلاج. قد يفيد تجنب ارتداء الأحذية القديمة بعد العلاج في تقليل خطر تكرار الإصابة.
يحدث التهاب الظفر الفطري لدى نحو 10 بالمئة من السكان البالغين، وتكون إصابة المسنين أكثر شيوعًا. يُصاب الذكور بتواتر أكبر من الإناث أغلب الأحيان. يشكل التهاب الظفر الفطري نحو نصف حالات أمراض الأظافر. اكتُشف أن المرض ينتج عن عدوى فطرية لأول مرة عام 1853 من قبل جورج مايسنر.

## العلامات والأعراض
يتمثل العرض الأكثر شيوعًا لعدوى الظفر الفطرية في تسمك الظفر وتلونه بالأبيض أو الأسود أو الأصفر أو الأخضر. يصبح الظفر هشًا مع تقدم المرض وتنكسر قطع منه أو ينفصل عن إصبع اليد أو القدم انفصالًا تامًا. إذا تُركت الحالة دون علاج، قد يصبح الجلد تحت الظفر وحوله ملتهبًا ومؤلمًا. قد تظهر بقع صفراء أو بيضاء على سرير الظفر أو يتقشر الجلد المجاور للظفر، وقد تترافق الحالة مع رائحة كريهة. لا يعاني المريض من ألم أو أعراض جهازية أخرى ما لم يكن المرض شديدًا. قد يعاني المصابون بالتهاب الظفر الفطري من مشاكل نفسية واجتماعية ملحوظة بسبب مظهر الظفر، وخاصة عند إصابة أصابع اليدين، التي تكون ظاهرة دائمًا، أكثر من أصابع القدمين. تعد الفطريات الجلدية آفات جلدية خالية من الفطريات وتنتج أحيانًا عن عدوى فطرية في جزء آخر من الجسم. قد تتخذ شكل طفح أو حكة في منطقة من الجسم غير مصابة بالفطريات. يمكن اعتبار الفطريات الجلدية رد فعل تحسسيًا تجاه الفطريات.

## الأسباب
تنتمي جميع العوامل المرضية المسببة لالتهاب الظفر الفطري إلى مملكة الفطريات وتشمل الفطريات الجلدية والمبيضات (الخميرة) والعفن غير الفطري. تعد الفطريات الجلدية الفطر الأكثر تسببًا في التهاب الظفر الفطري في البلدان الغربية المعتدلة، في حين تمثل المبيضات والعفن غير الفطري أسبابًا أكثر شيوعًا في المناطق المدارية وشبه المدارية ذات المناخ الحار والرطب.

### الفطريات الجلدية
حين ينتج التهاب الظفر الفطري عن عدوى الفطريات الجلدية، يُطلق عليه مصطلح سعفة الظفر. تعد الشعروية الحمراء أكثر الفطريات الجلدية تسببًا في حدوث التهاب الظفر الفطري. تشمل أنواع الفطريات الجلدية الأخرى التي قد تسبب المرض الشعروية الفوتية والبشروية الندفية والشعروية البنفسجية والبويغاء الجبسية والشعروية الجازة والشعروية الحمراء. تعد الشعروية الذقانية اسمًا قديمًا للشعروية الفوتية وما تزال المخابر الطبية تبلغ عن وجوده. يقتصر استخدام اسم الشعروية الذقانية حاليًا على عامل السعفة القرعية في جلد الفأر، رغم إمكانية انتقال هذا الفطر من الفئران ووبغها إلى البشر، ويصيب الجلد عمومًا وليس الأظافر.

## الموجودات السريرية
تبدأ الإصابة الظفرية عادةً ببقعة متغيرة اللون بيضاء أو صفراء في النهاية الحرة للظفر بالقرب من الطية الجانبية
ثم تمتد نحو قاعدة الظفر.
وقد يتغير لونها لتصبح بنية مسودة وسصبح الظفر المصاب ثخيناً وتحته فرط تقرن وقد تتكسر الصفيحة الظفرية إلى اجزاء أو تنفصل أو يصاب الظفر بالحثل.

## الشيوع
يصاب الرجال بنسبة أكبر من النساء وكذلك البالغين أكثر من الأطفال، تصاب أظفار الارجل أكثر من إصابة أظفار اليدين.

## التشخيص
يعتمد على التغيرات اللونية والشكلية ويتأكد التشخيص بالفحص المباشر أو بالزرع.

## المعالجة
استعمال داخلي:التربينافين أو الايتراكونازول،
الغريزوفولفين هو المعالجة البديلة
المعالجة الموضعية غير مجدية، يمكن حل الأظفار بمركبات اليوريا بالإضافة للمعالجة الداخلية بالغريزوفولفين